# Ayumi hamasaki LIMITED TA LIVE TOUR
『ayumi hamasaki LIMITED TA LIVE TOUR』（アユミ・ハマサキ・リミッティド・ティエー・ライブ・ツアー）は、浜崎あゆみが2003年にファンクラブ「Team Ayu」の会員限定で行ったシークレットライブツアーである。

## 概要
ファンクラブ「Team Ayu」の会員限定で行われた。
会場はライブハウス「Zepp」を中心に、名古屋クラブダイアモンドホール、名古屋OZONで行われた。
長年、映像化されなかったが、2008年9月10日発売のベストアルバム『A COMPLETE 〜ALL SINGLES〜』にツアー最終日である5月27日のライブより10曲を収録。
2022年4月現在、アンコールの映像化はされていない。

## 曲目
1. Real me
2. poker face
3. Depend on you
4. TO BE
5. YOU (アレンジは『A BALLADS』収録のnorthern breeze)
6. Dolls
7. A Song for ×× (アレンジは『A BALLADS』収録の030213 Session #2)
8. SURREAL
9. WE WISH (未映像化)
10. Fly high (未映像化)
11. evolution
12. RAINBOW
13. Voyage → A song is born（途中から変更、encore）
14. +（encore）
15. flower garden（encore）
16. Who... （encore）